# 파울린산
파울린산(영어: paullinic acid)은 그 이름을 따온 과라나(Paullinia cupana)를 포함한 다양한 식물 공급원들에서 발견되는 오메가-7 지방산이다. 파울린산은 여러 개의 에이코센산들 중 하나이다.

## 같이 보기
- 11-에이코센산